# Nowy cmentarz żydowski w Bełżycach
Nowy cmentarz żydowski w Bełżycach – kirkut założony w 1825 przy obecnej ulicy Przemysłowej, ostatni pochówek miał miejsce w 1943 roku. Do wybuchu II wojny światowej zajmował powierzchnię 0,8 ha. Pozostało niewiele śladów po macewach, które zostały zniszczone w czasie okupacji i po jej zakończeniu. Cmentarz przetrwał do końca okupacji, jednakże po 1945 roku został zdewastowany przez miejscową ludność. Macewy zostały wykorzystane jako materiał budowlany. W latach 60. XX w. teren cmentarza ogrodzono płotem z metalowej siatki i zadrzewiono. Pod koniec lat osiemdziesiątych XX wieku dzięki staraniom Szulima Cygielmana teren kirkutu został uporządkowany i ogrodzony. Ogrodzenie to mur z białego kamienia, przykryty czerwoną dachówką. Część muru okalająca bramę wejściową jest podwyższona i uformowana w kształt łuku, na którym ułożony został wzór z jaśniejszego kamienia, w kształcie Drzewa Życia.
Na terenie cmentarza zachował się tylko jeden cały nagrobek oraz kilkanaście macew datowanych na XIX i XX wiek, w tym część rozbitych. Umieszczono tu również kilka ocalałych macew zwróconych przez mieszkańców miasta. Projekt upamiętnienia wykonał architekt Zbigniew Gąsior.
Na cmentarzu znajdowała się mogiła 5 Żydów powieszonych w 1860 roku. Istniała również kwatera żołnierzy żydowskich poległych w czasie I wojny światowej. W czasie okupacji na terenie cmentarza chowano ofiary egzekucji, w tym 149 osób rozstrzelanych przed synagogą 2 października 1942 roku.